# Ставкірка

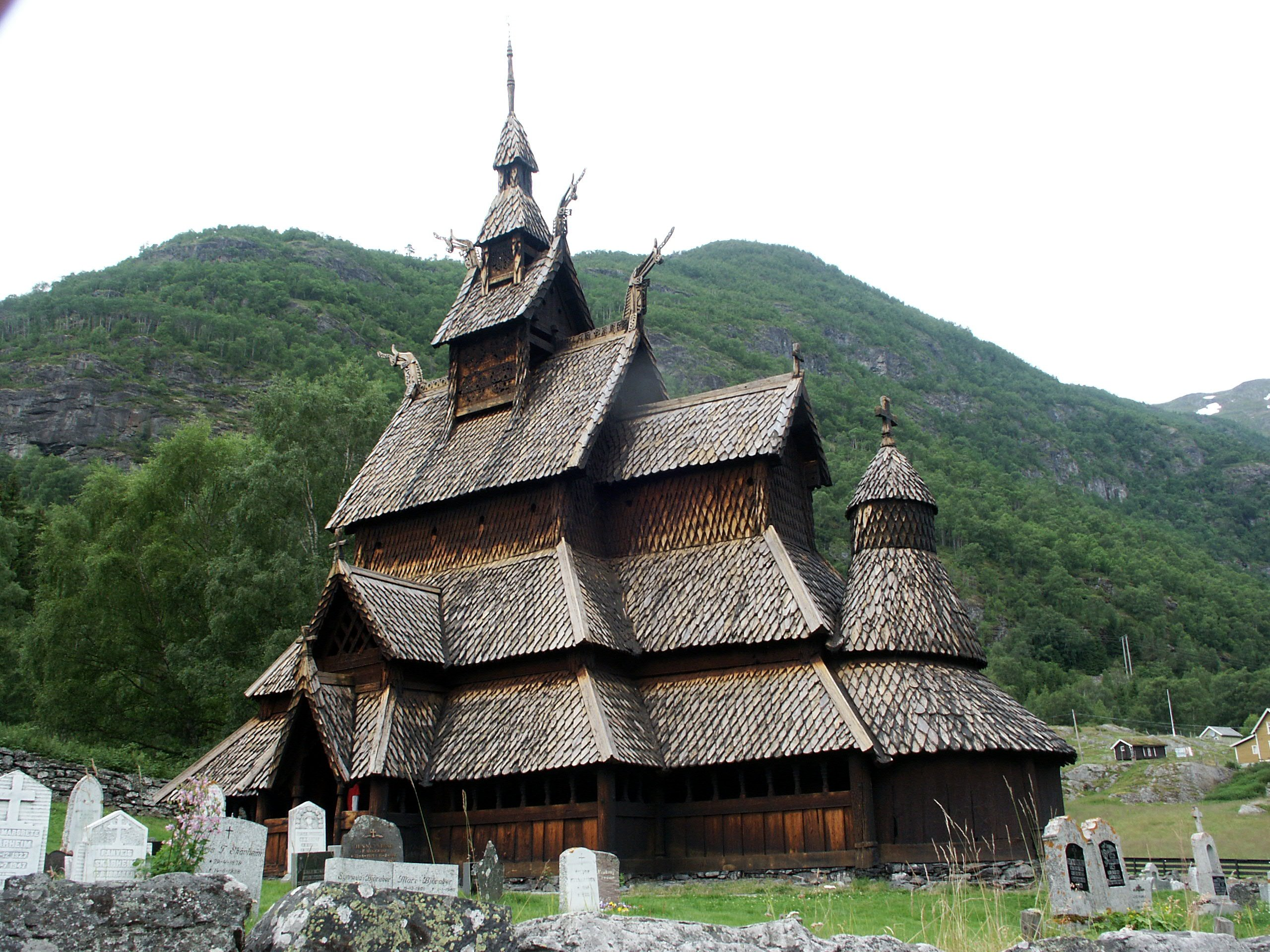

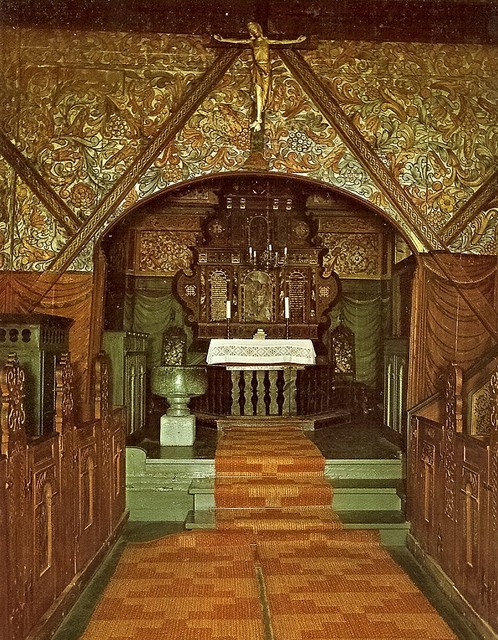
Вівтар ставкірки

Ставкірка — назва стародавніх дерев'яних церков у Скандинавських країнах, насамперед у Норвегії.

## Виникнення ставкірок
Дослідники вважають, що християнство приносили в Скандинавію зі Сходу — німецькі місіонери, а з Заходу — місіонери британські. Нова релігія потребувала церков. Так виникають ставкірки — дерев'яні церкви каркасного (щоглового) типу. Щогла прийшла з кораблебудування, бо дозволяла стабілізувати похилий дах споруди, необхідний для швидкого збігання дощової води і куп снігу навесні.

## Історія побуту ставкірок

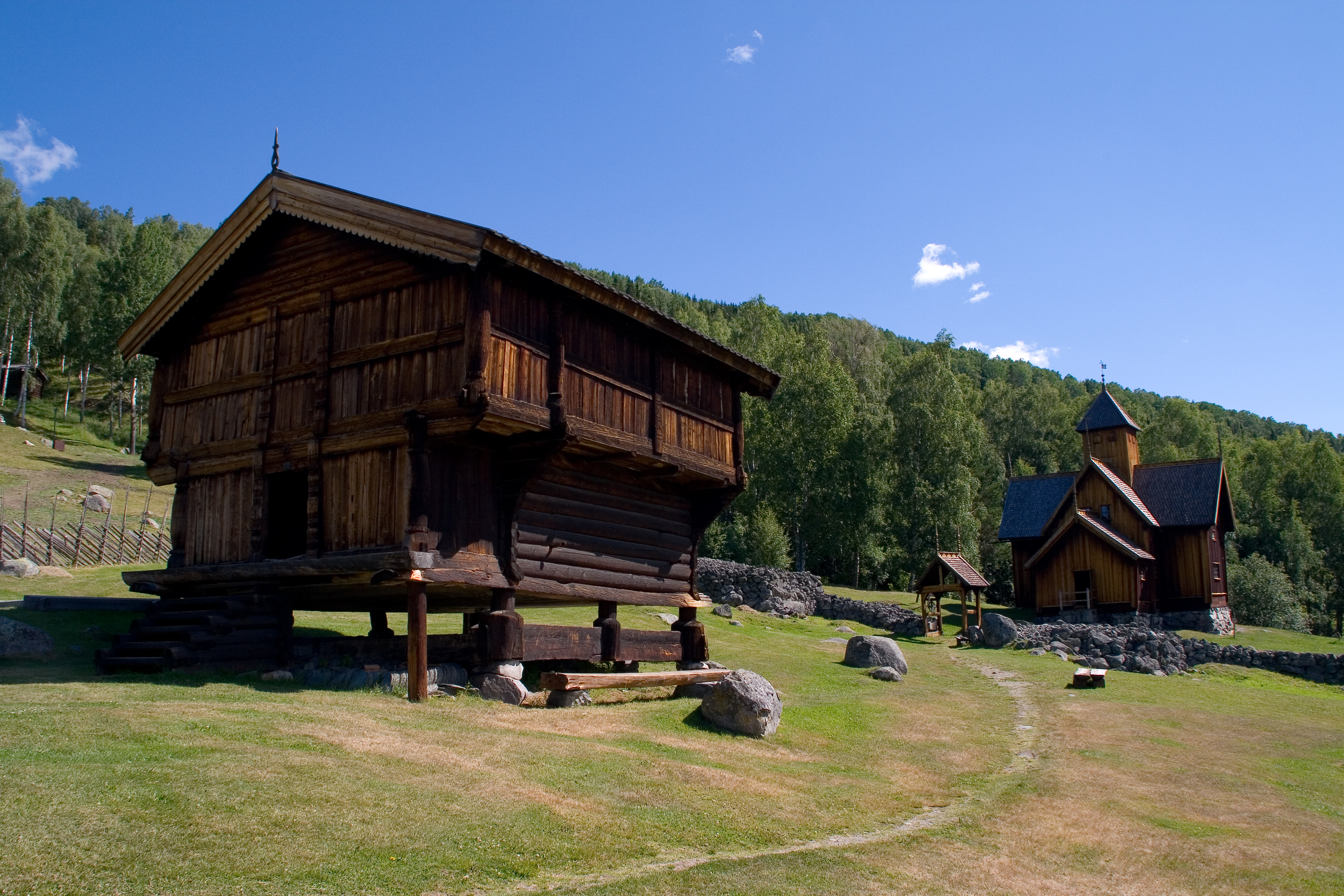
Музей дерев'яної архітектури, Увдал.

Можливо, зразком для ставкірок Скандинавії стали щоглові церкви Данії, де вони з'явились раніше. За перерахунками дослідників у термін 450 років (XI–XVI ст.) було побудовано близько 1 700 ставкірок у Скандинавії. Процес побудови нових церков загальмували декілька епідемій, у тому числі епідемія чуми 1349 року. Населення тодішньої Норвегії скоротилося майже на 50 відсотків. Недосконалі засоби укріплення деревини і вороже ставлення напівязичницького населення, що палило ставкірки, значно зменшило їх кількість. Ставкірки нищили найбільше в XVII столітті. У 1800 році їх нарахували близько 95, у 1850 було вже 63. У XX столітті залишилось 28 і їх кинулися рятувати як національне надбання.

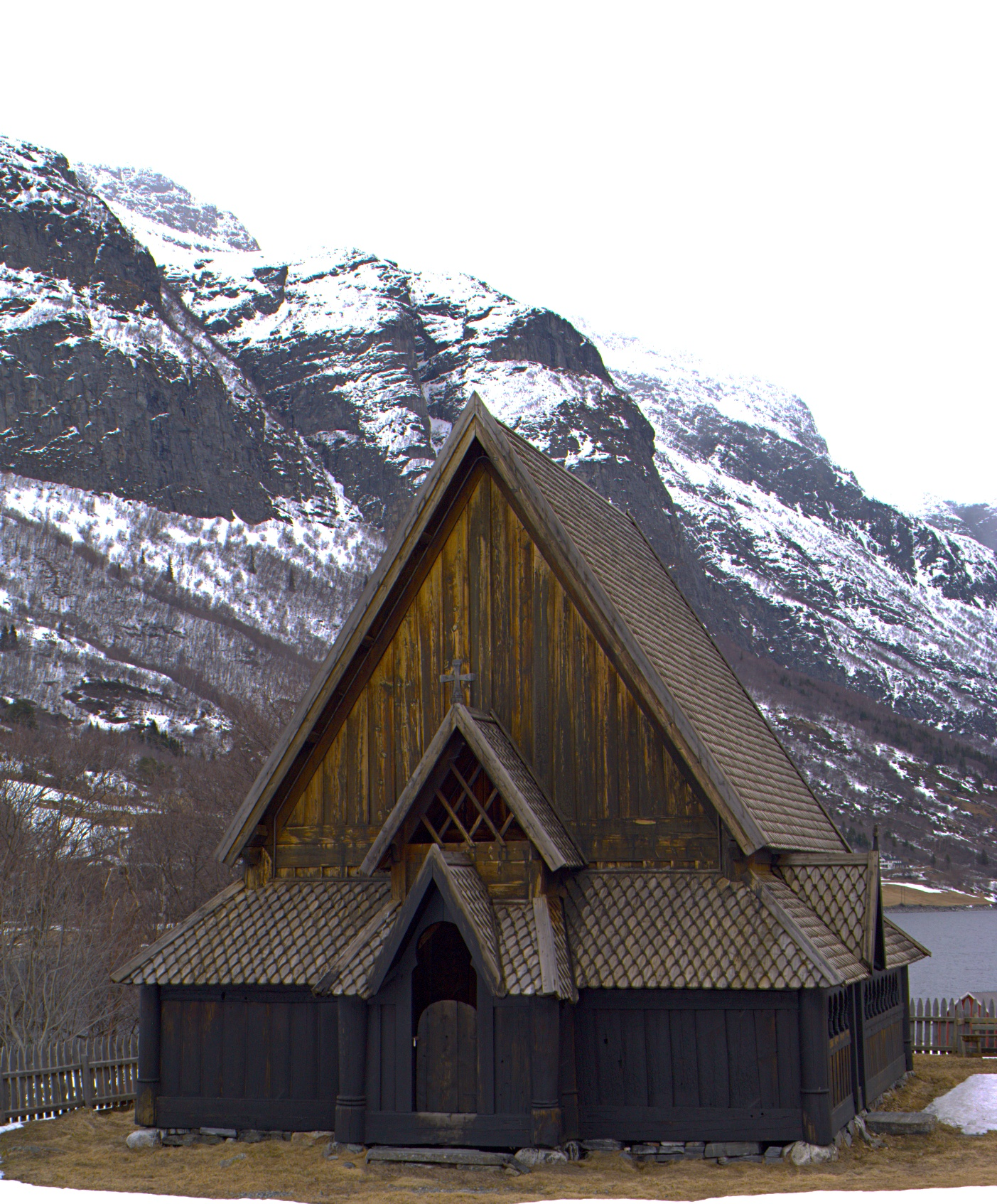
Первісна ставкірка
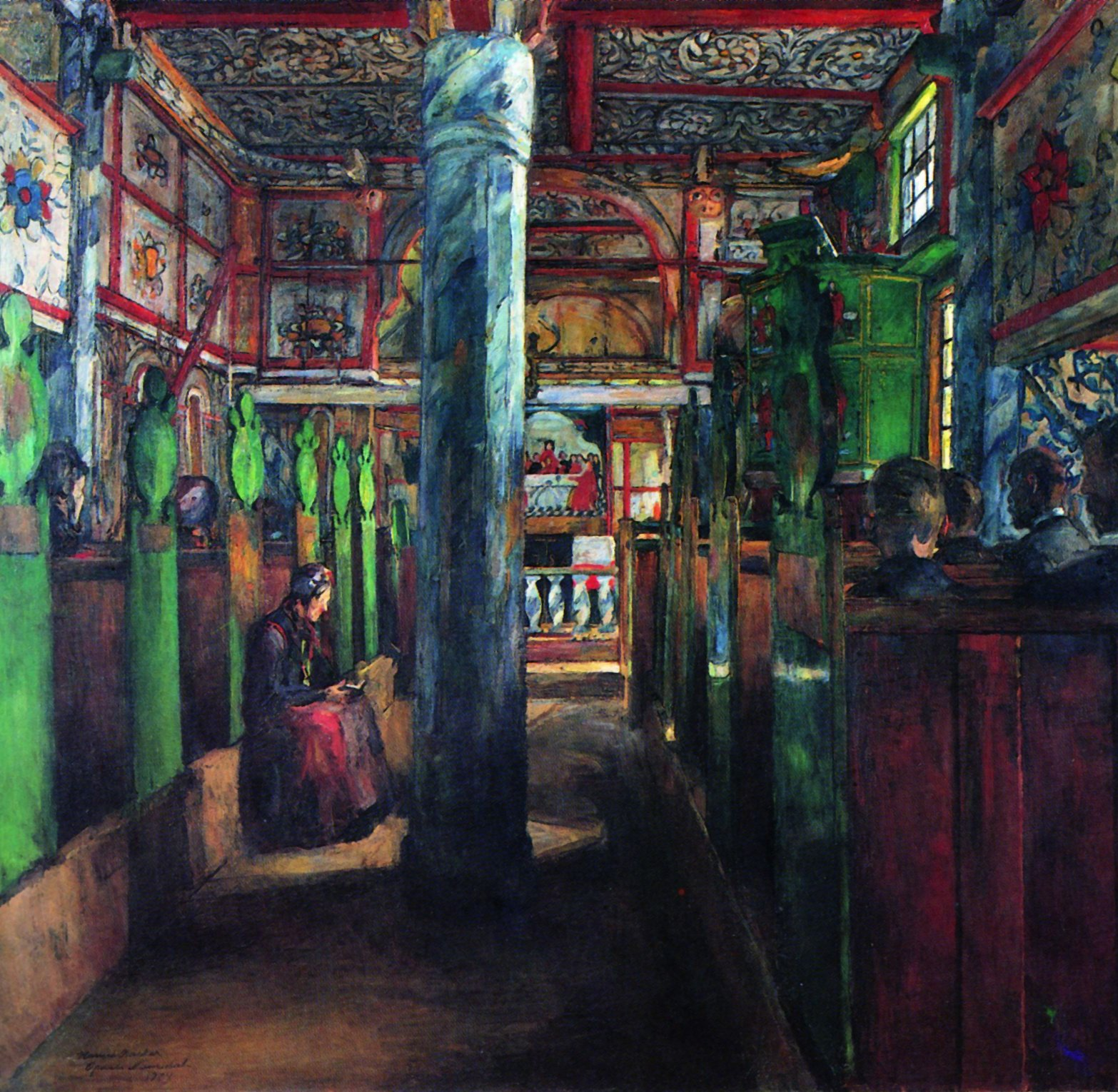
Богослужіння в ставкірці.Худ. Гарріет Беукер, 1909 рік
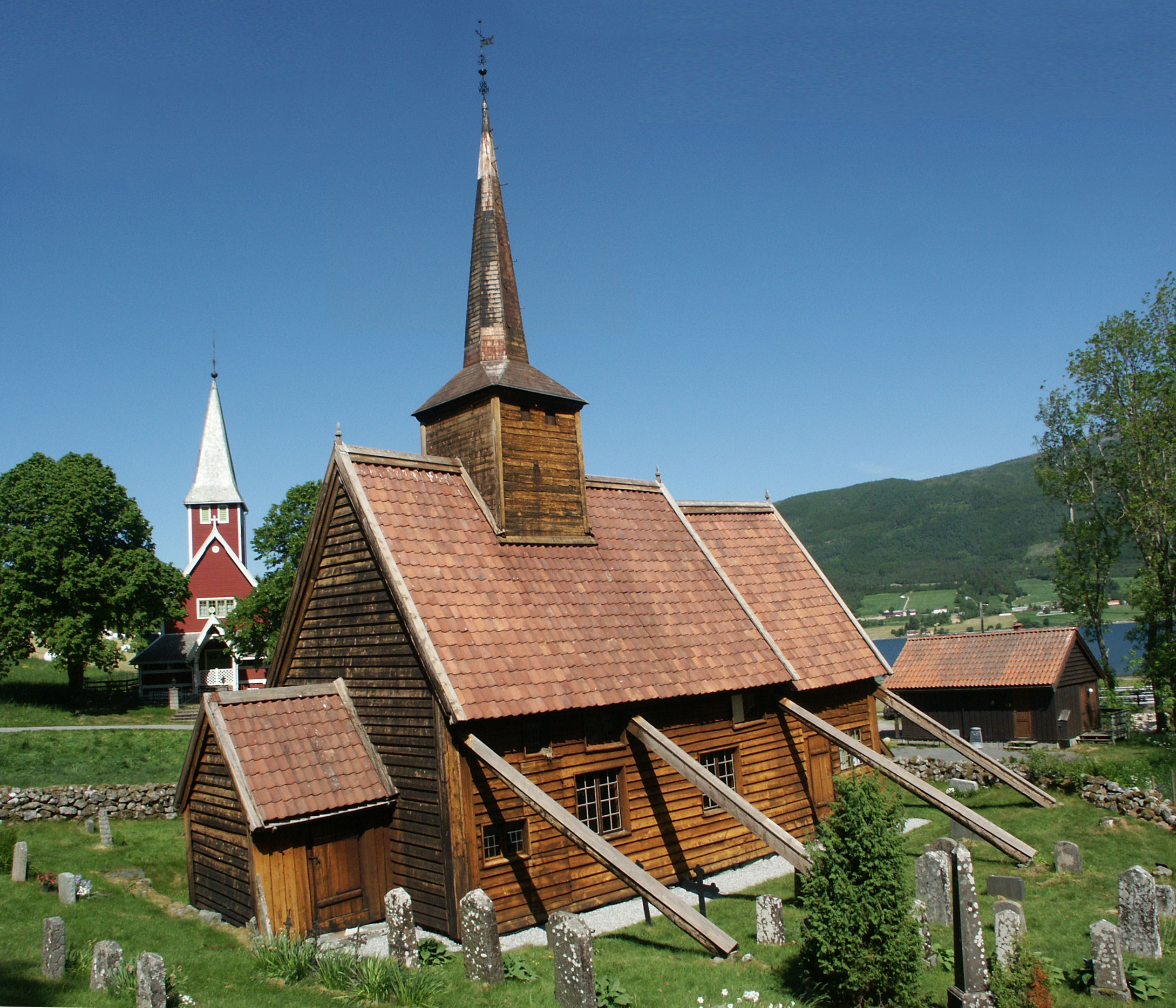
Ставкірка з готичним шпилем, Родвен.
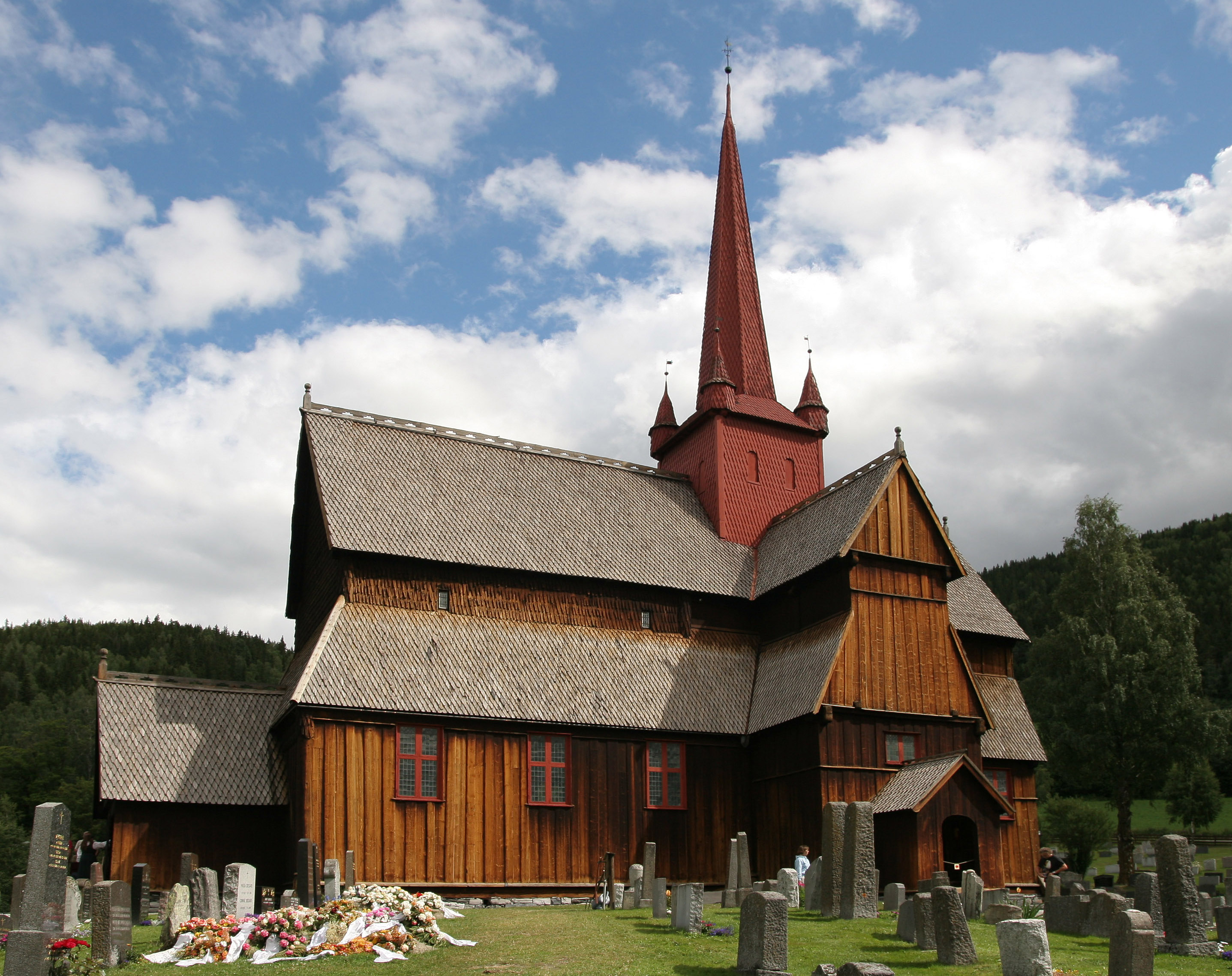
Ставкірка в Рінгебу.
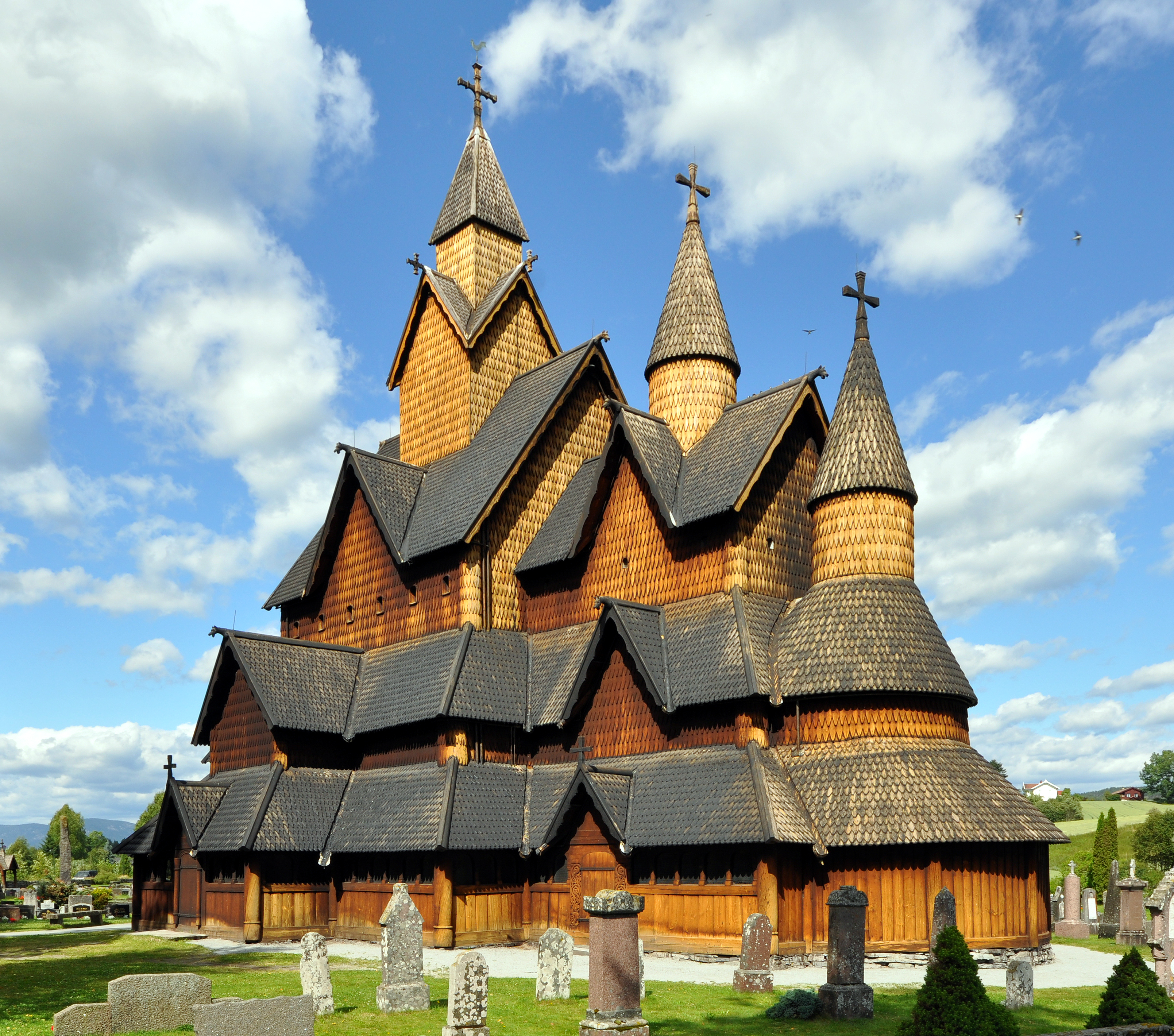
Ставкірка в Геддалі.
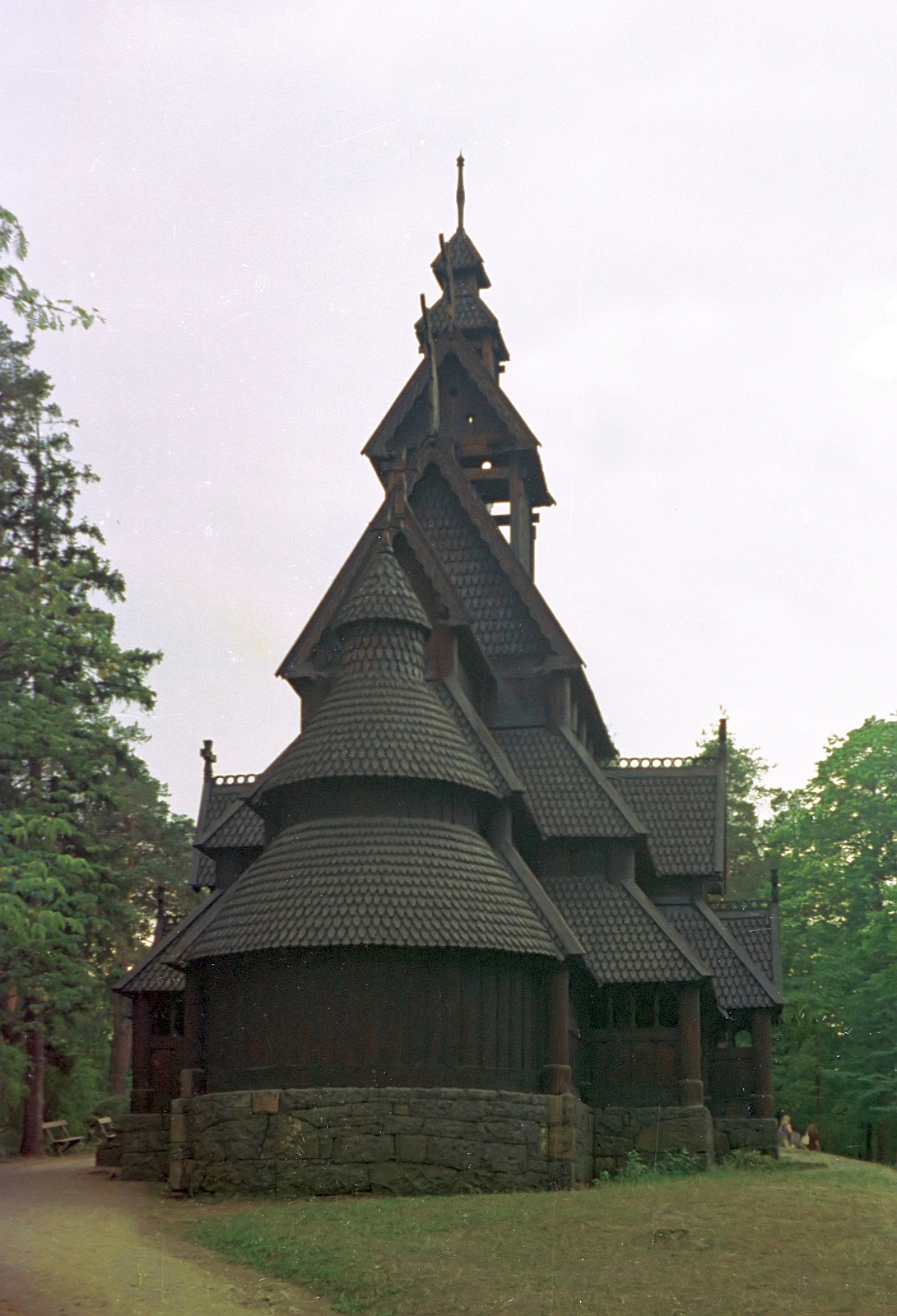
Ставкірка з Гуля

## Рятування ставкірок

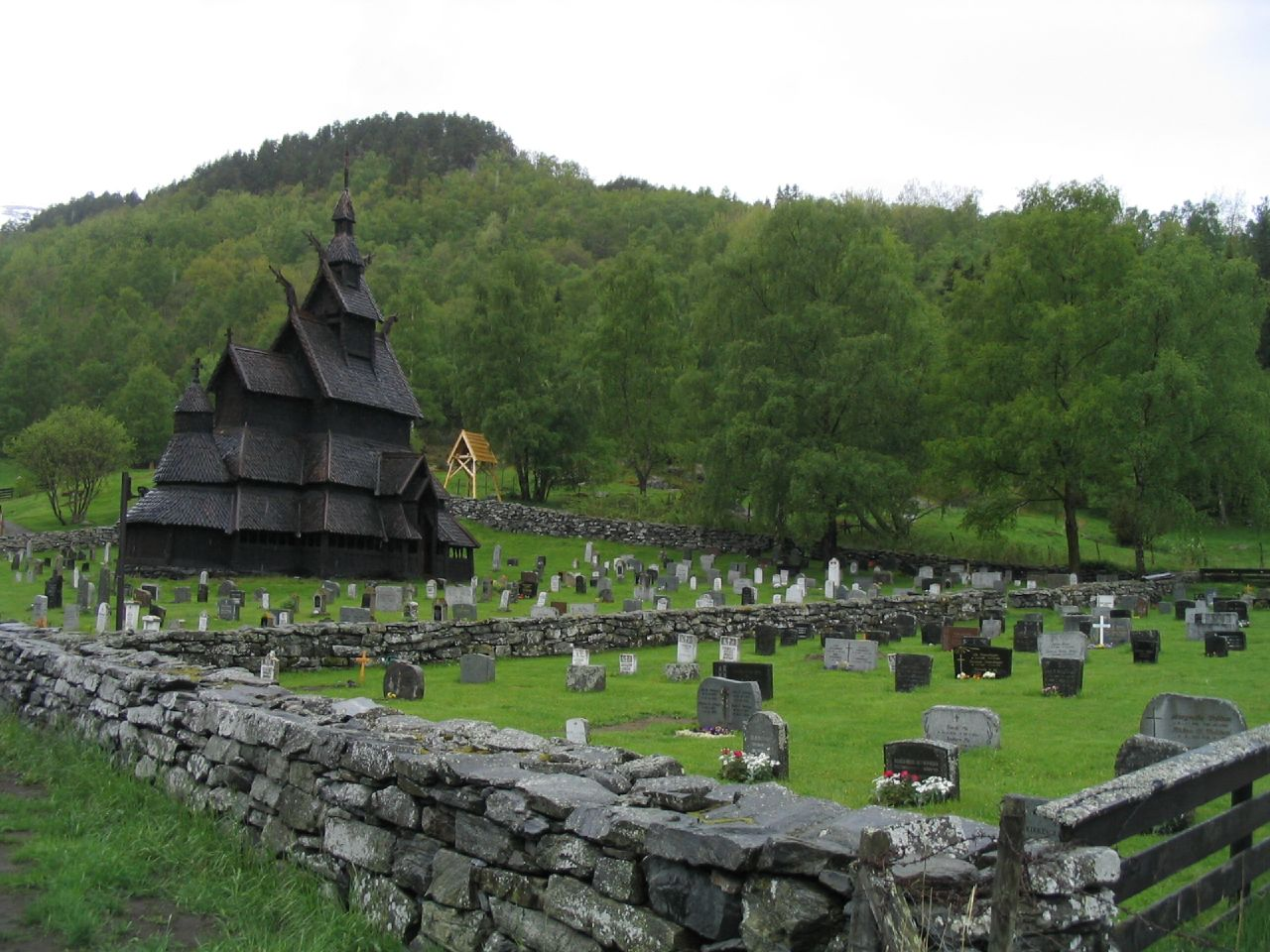
Боргундська ставкірка XII століття, Боргунд, Норвегія.

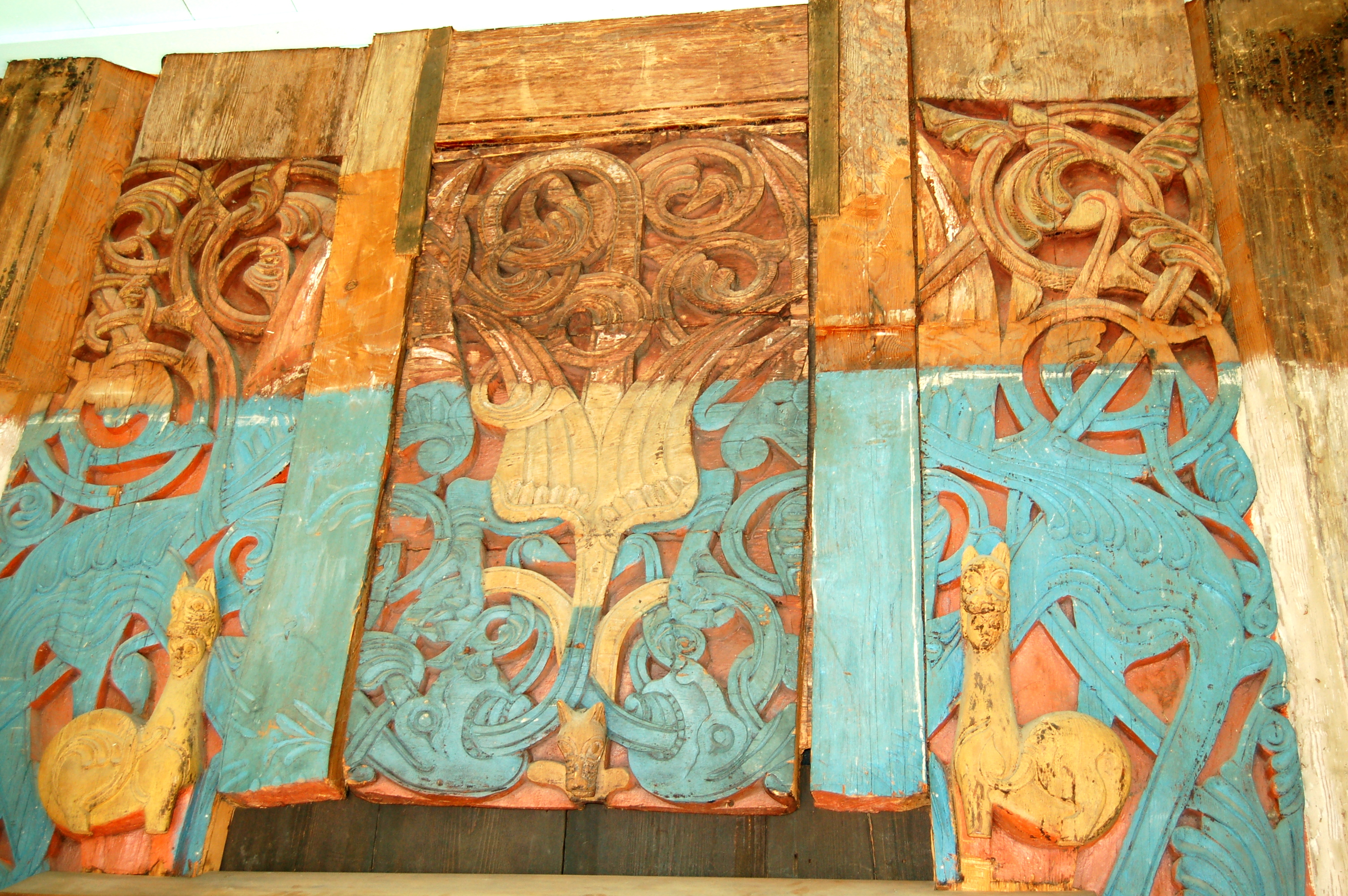
Зразок різьблення на західному порталі. Фресберг

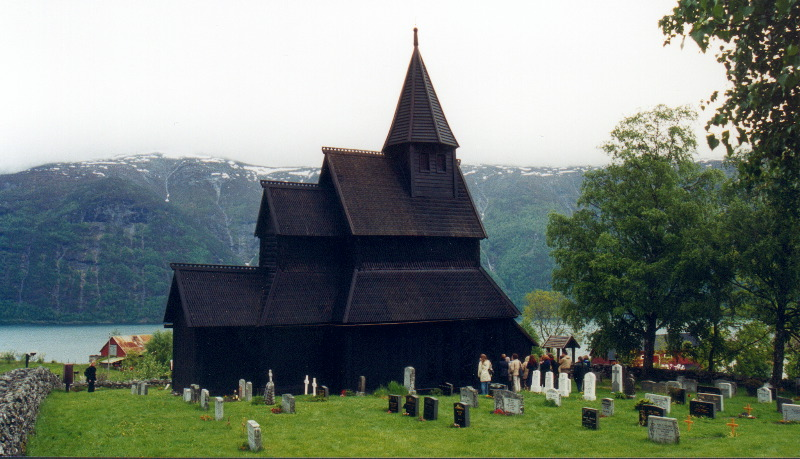
Урнеська ставкірка

Воно прийшло лише в XIX столітті на хвилі оновлення зацікавленості до усіх історичних стилів і національного середньовіччя. Виникають значні колекції національного декоративно-ужиткового мистецтва, відділи середньовіччя в великих музеях і перші програми збереження національної архітектури.
Ініціатором рятування церков-ставкірок став художник за фахом Йохан Крістіан Даль (1788—1857). Подорож і навчання в Німеччині, життя в Дрездені, багатого на історичну спадщину, подорожі по Європі спричинили зацікавленість ставкірками на батьківщині. Завдяки зусиллям художника в Норвегії заснували Спілку охорони стародавніх пам'яток. За термін свого існування спілка віднайшла, вивчила і придбала дев'ять ставкірок попри інші предмети середньовіччя. Почалася реставрація дерев'яних церков Норвегії, першою серед яких стало рятування ставкірки в Геддале. У 1912 р. національно налаштоване Міністерство навколишнього середовища заснувало Управління культурним надбанням Норвегії. Воно існує і працює і досі. З 2001 року реалізується національна програма по рятуванню і реставрації усіх ставкірок країни, яку планують виконати до 2015 року.

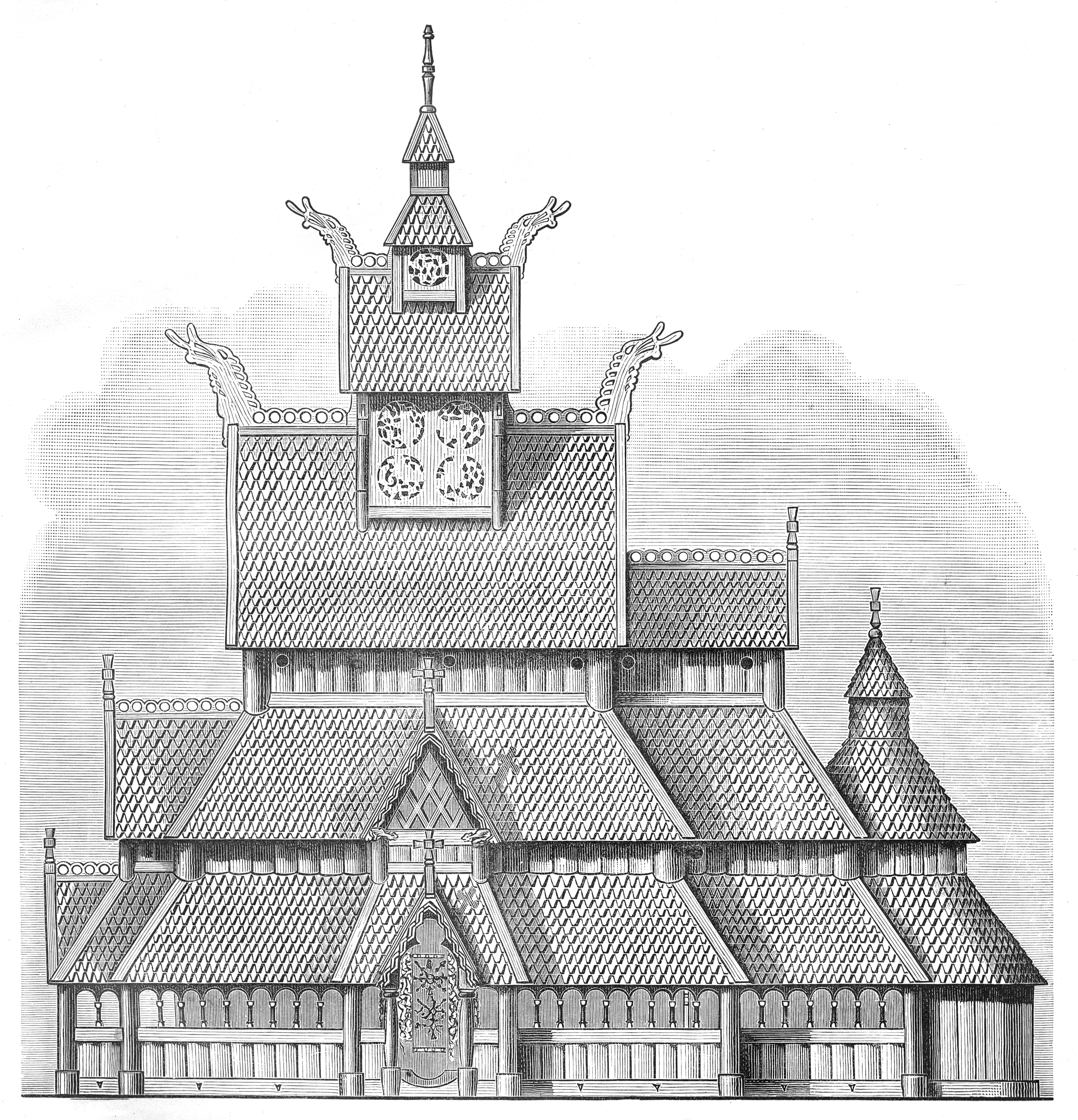
Ставкірка з Гуля у 1885 р.
Ставкірка з Гуля, план
Ставкірка з Гуля, Торець
Поздовжній розріз Ставкірки з Гуля

## Галерея

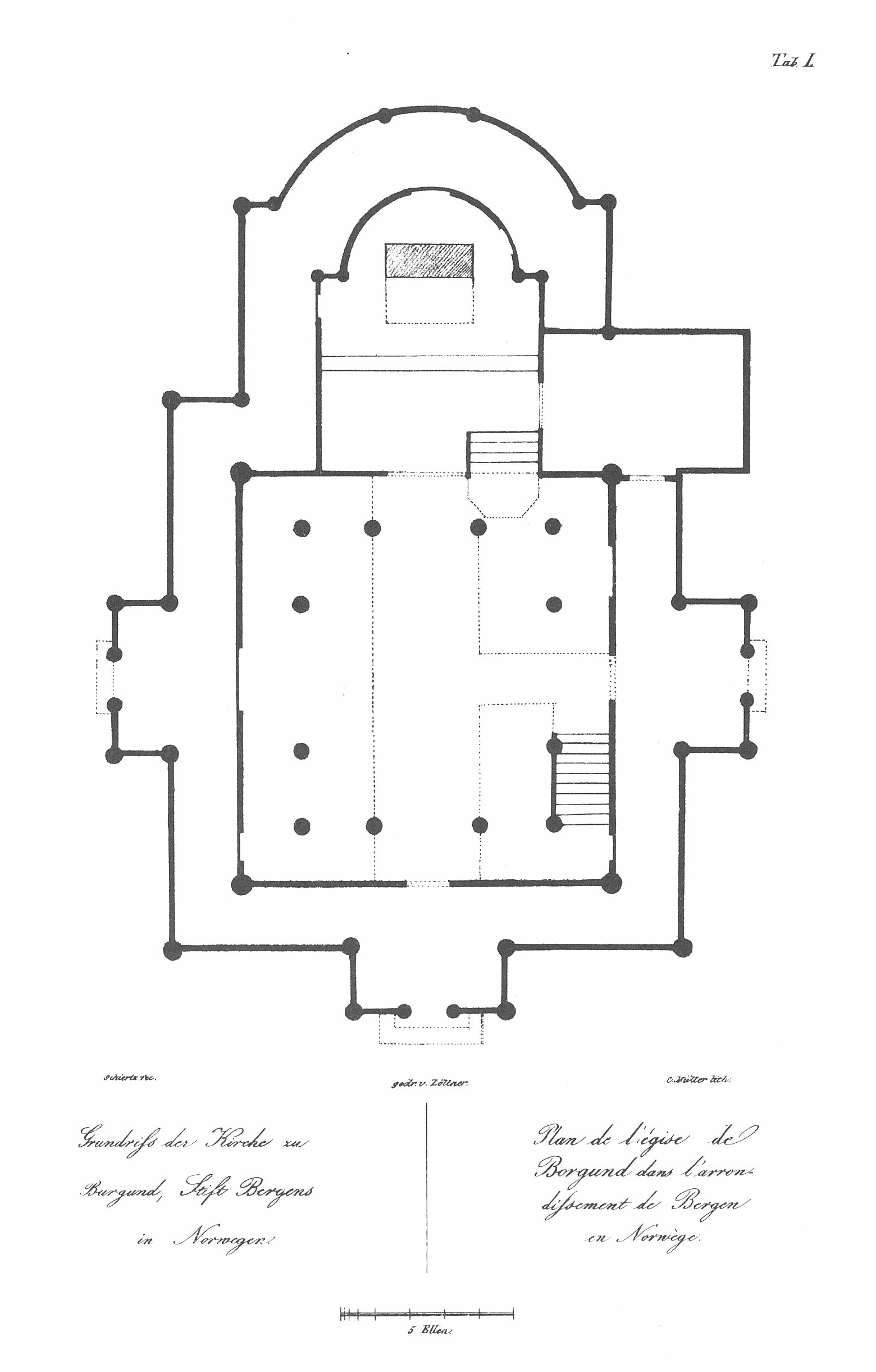
План ставкірки
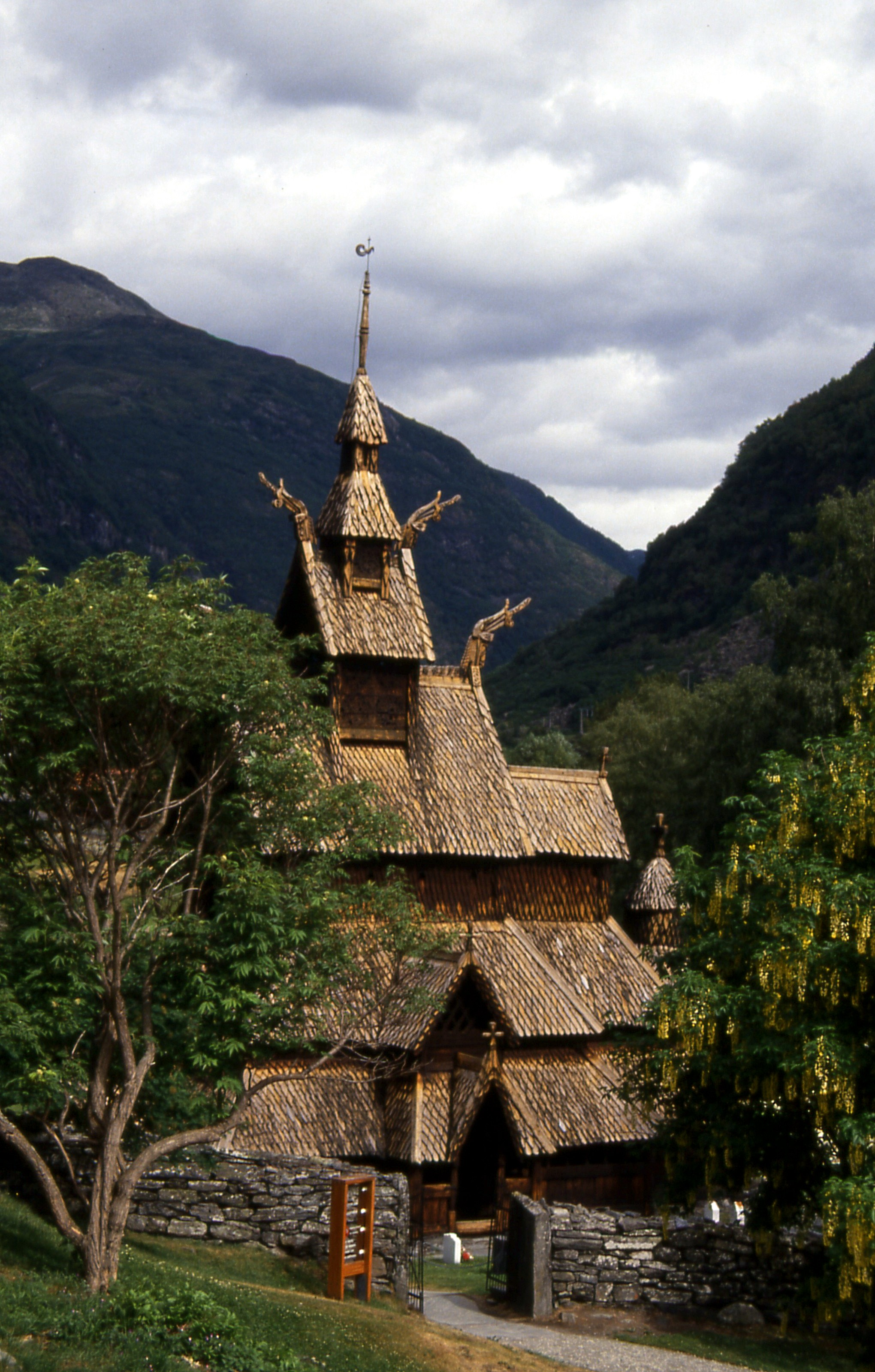
Після відновлення стріхи
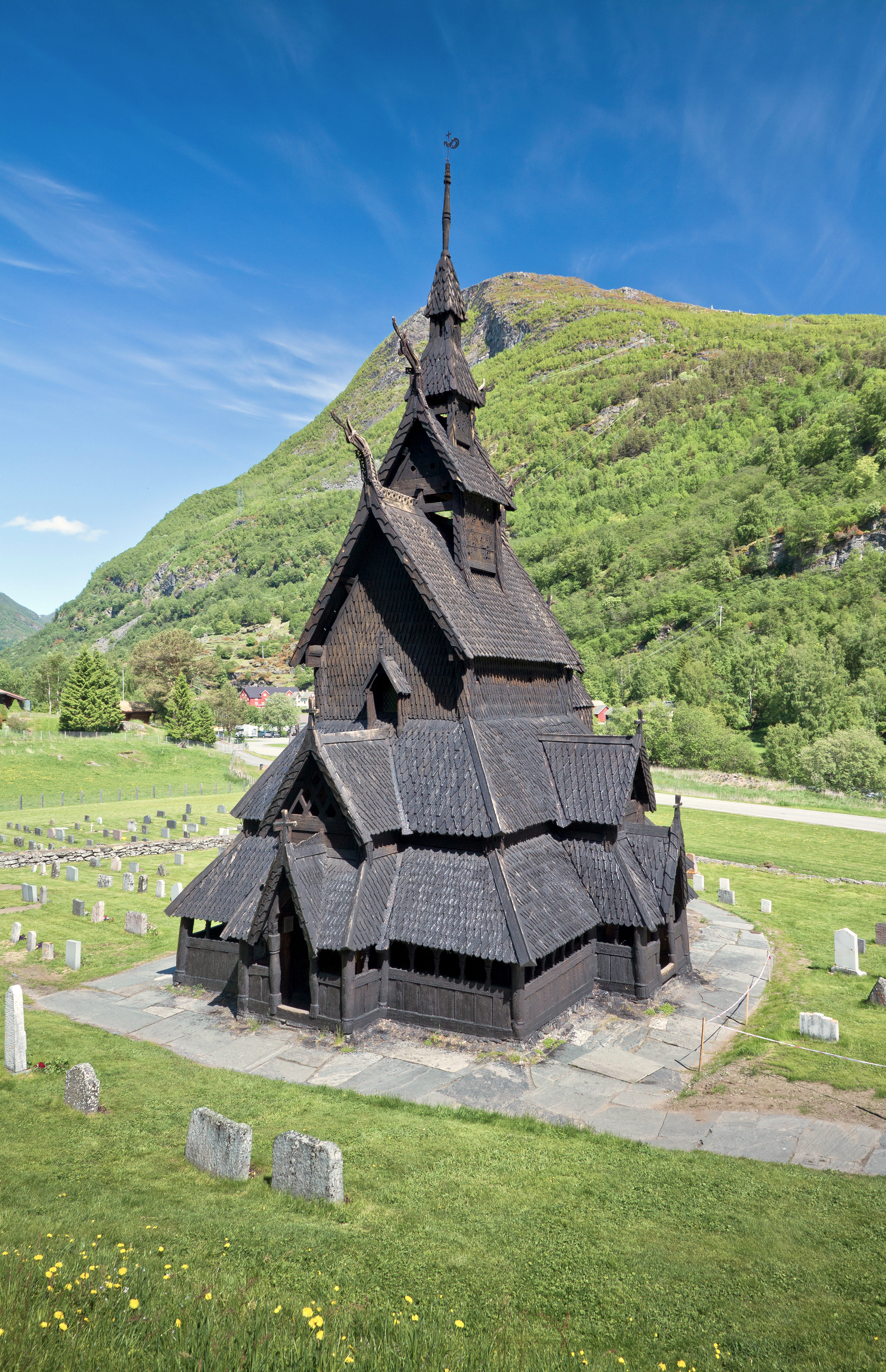
Боргундська ставкірка
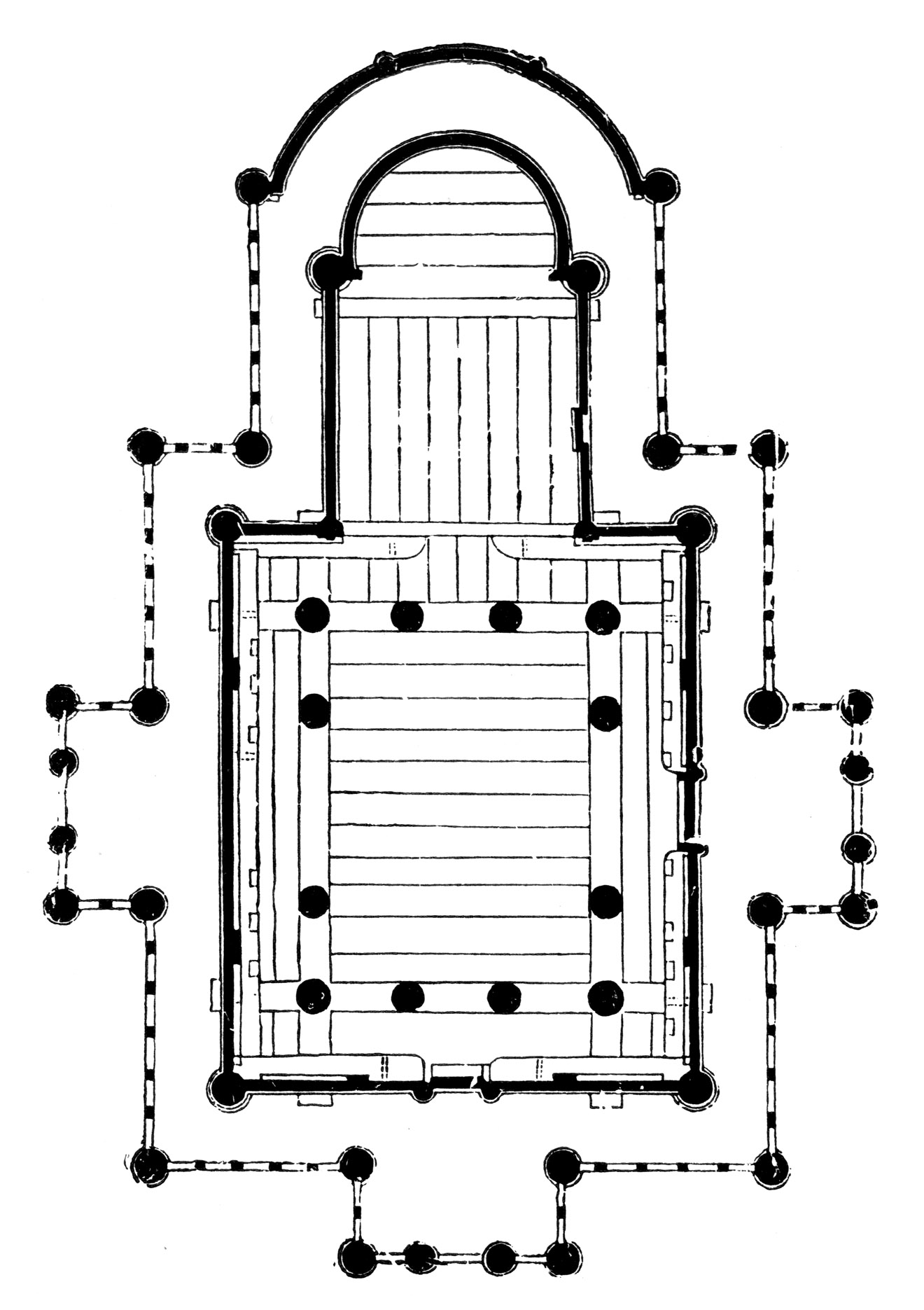
Варіант плану ставкірки
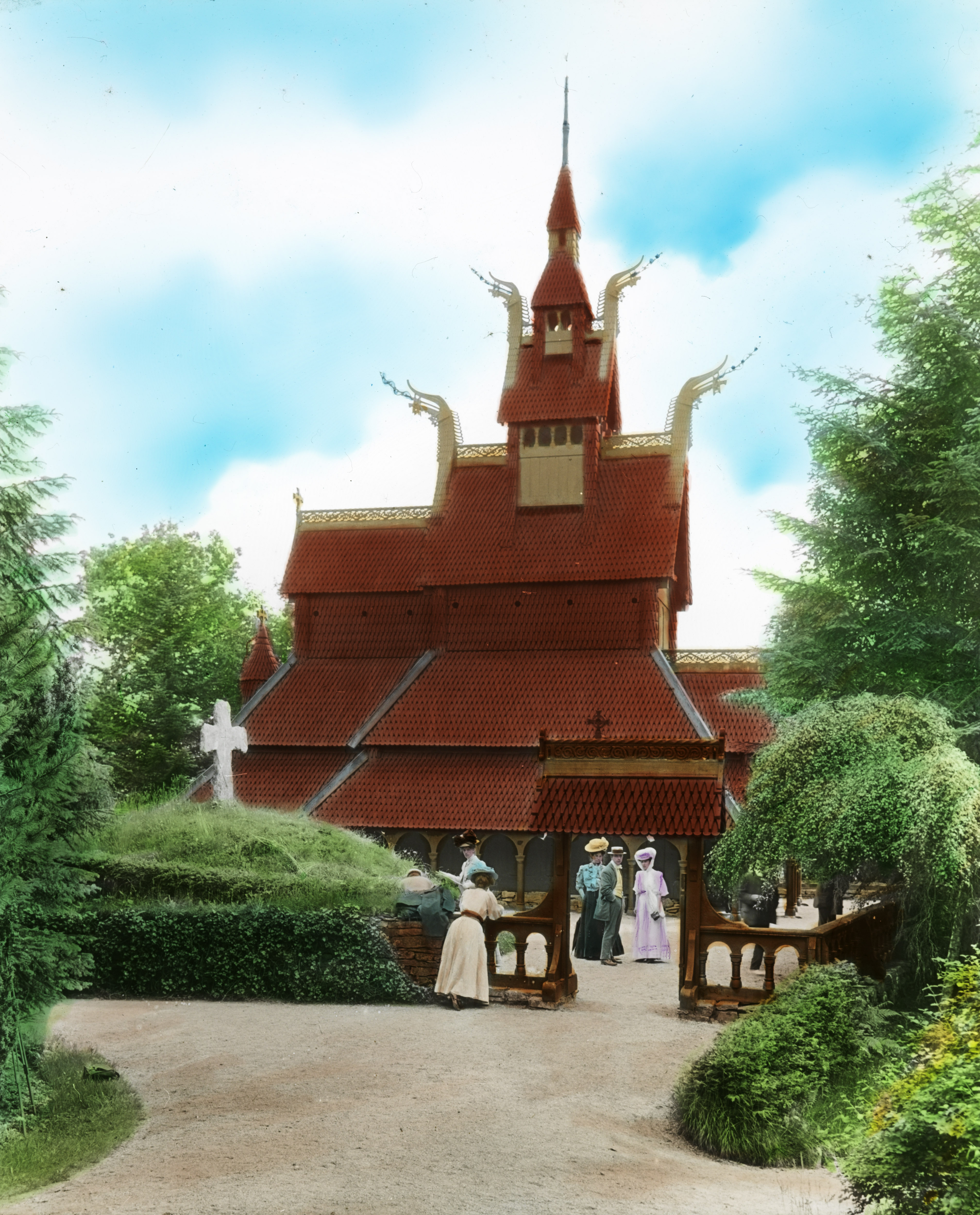
Фантофтська ставкірка

## Уславлені зразки різьблення

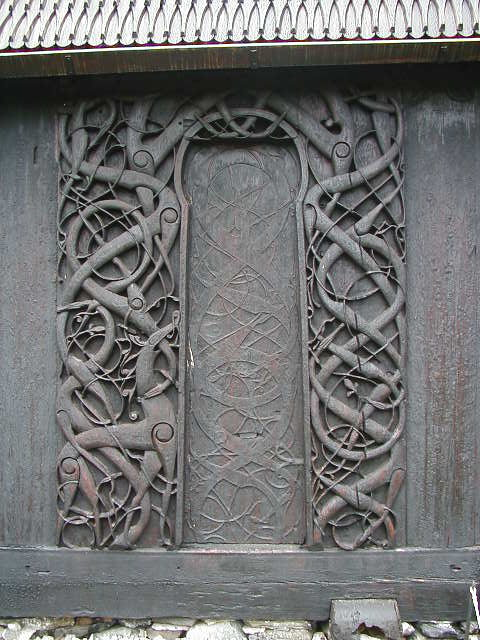
№ 1, Урнес
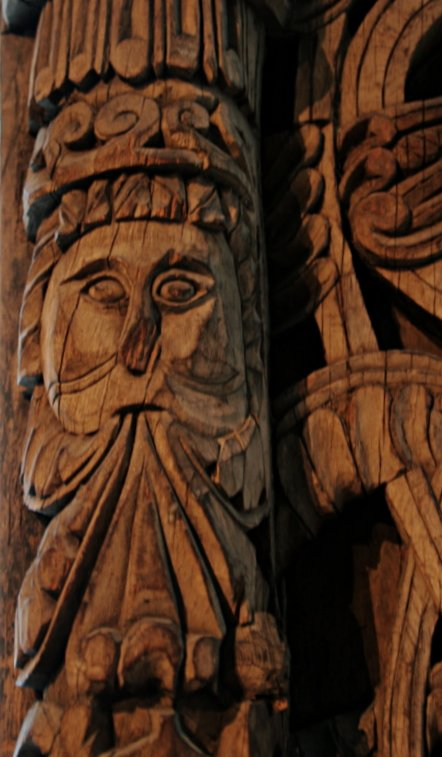
№ 2, Тоньюм
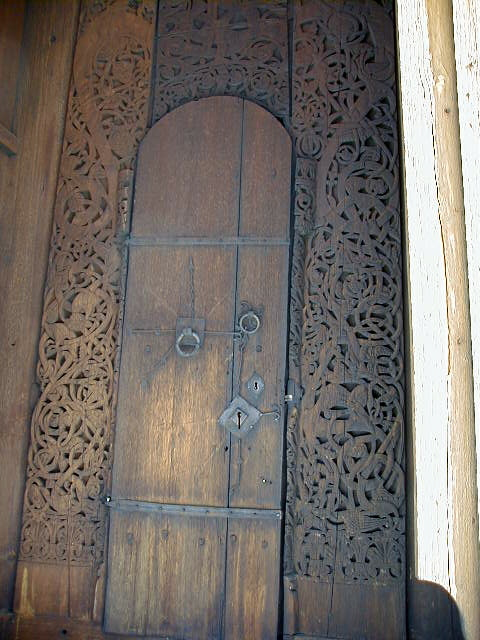
№ 3, Торпо
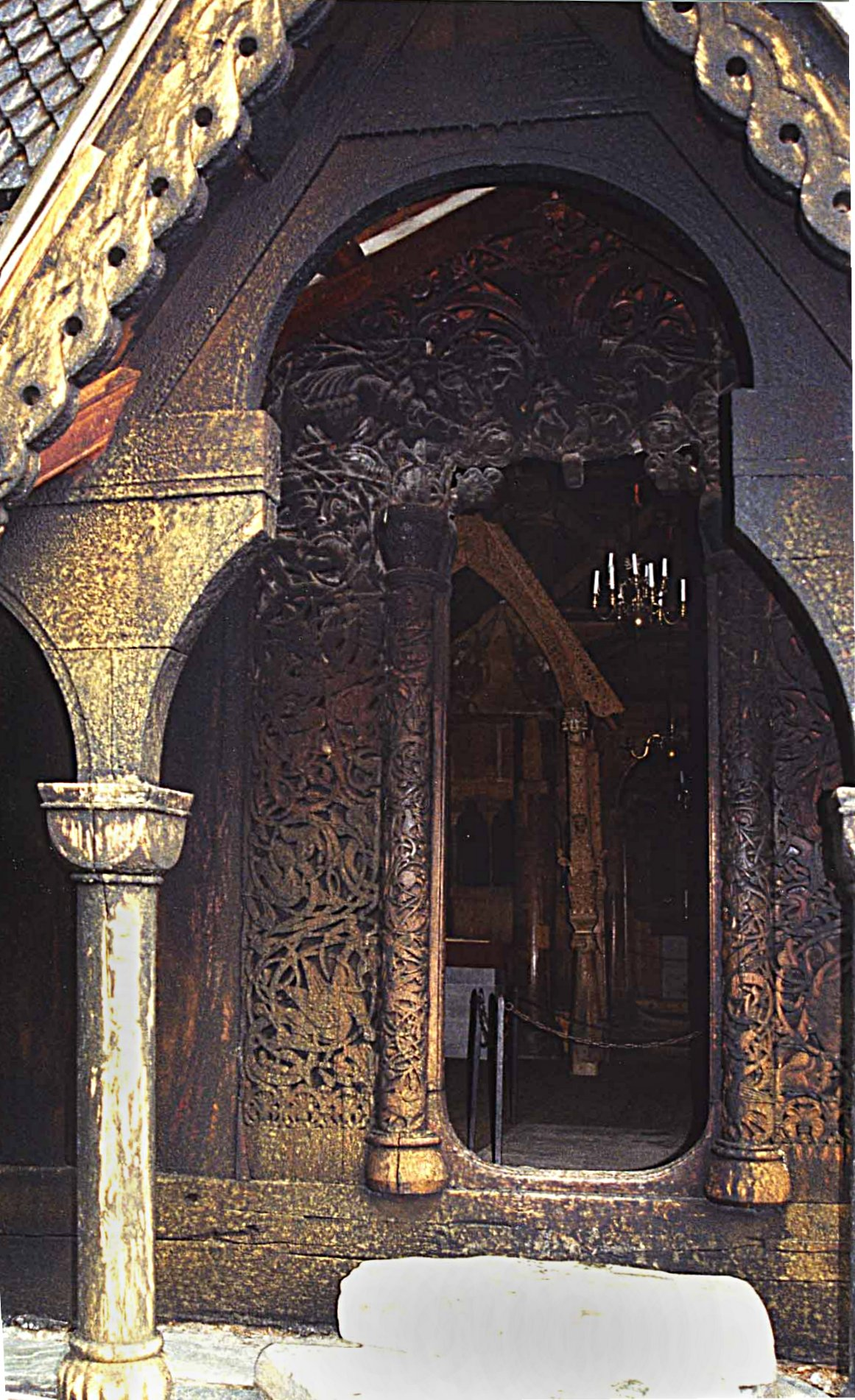
№ 4, Хопперстад